# 图里兰迪亚
图里兰迪亚是巴西马拉尼昂州的一个市镇。总面积1511.575平方公里，总人口17202人，人口密度11.4人/平方公里。